# Jeff Lang
Pour l'auteur et professeur, voir Jeffrey Lang.
Jeff Lang (né le 9 novembre 1969) est un parolier australien, chanteur et slide guitariste. Une référence dans la musique Australienne roots, qui comprend le Folk primaire, le rock et le blues. Sa musique est très influencée par la musique folk américaine et les îles Anglaises. Il joue de nombreux instruments à cordes, de la guitare au banjo, de la mandoline au Chumbush en passant par la guitare slide dont il est une référence mondiale. Il joue aussi des percussions et de la batterie. Son album Native Dog Creek a été élu 'meilleur album de Blues Australien' et sa collaboration en 2002 avec Bob Brozman a gagné un ARIA Awards pour le meilleur album de Blues et de musique roots.

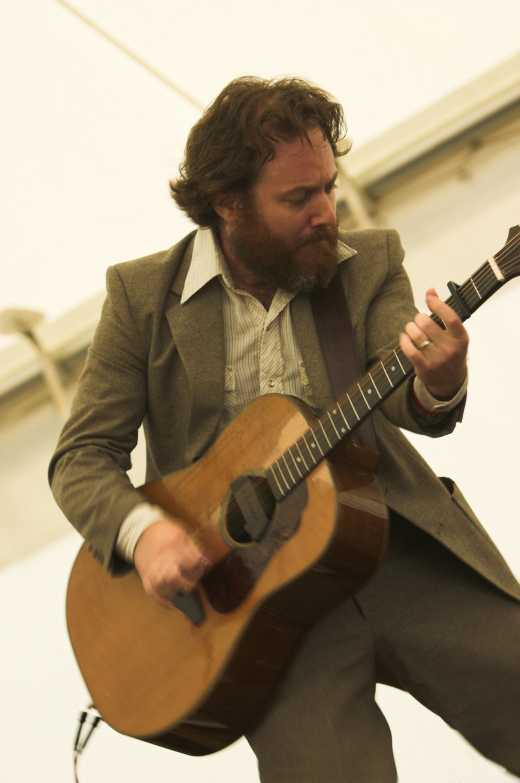
Jeff Lang en 2007

## Discographie
- 1994: Ravenswood
- 1996 : Native Dog Creek
- 1996: Live at the Vineyard (avec Chris Finnen)
- 1996 : 96 Tour Pressie
- 1997: A Crowd in Every Face
- 1998 : Real Scars
- 1999 : The Silverbacks (avec Hat Fitz)
- 1999 : Disturbed Folk (vol. 2)
- 2001 : Everything is Still
- 2002 : Rolling Thrugh this World (avec Bob Brozman)
- 2001 : Everything is Still
- 2004 : Whatever Makes You Happy
- 2005: You Have to Dig Deep to Bury Daddy
- 2006 : Dislocation Blues (avec Chris Whitley)
- 2007: Prepare Me Well - A Jeff Lang Anthology 1994-2006
- 2008 : Half Sea Over
- 2008 : No Point Slowly Down - Live in the USA
- 2008 : Disturbed Folk Music
- 2008 : The Blessed South
- 2008 : Between the Dirt and Sky
- 2009 : Engines Moan - Live in Melbourne
- 2009 : Chimeradour
- 2010 : Djan Djan (avec Mamadou Diabaté (Koriste) et Bobby Singh)
- 2011 : Carried in Mind
- 2011 : Cedar Groove
- 2012 : Blue City
- 2013 : Rareties 1994-2012
- 2014 : I Live in my Head a lot these Days
- 2014 : TheGods of Wheat Street
- 2017: Alone in Bad Company
- 2019 : Next they Come For You - Mr Brewer
- 2021 : Some Memories Never Die (LP)
- 2022 : High Ace - Snowcap Menace
- 2023: Interstate Pulse (12 strings)
- 2024 : More Life
- Live At The Basement  - DVD
- Winter Solitude - Livre

## Instruments
- Churchill Guitares
- Beeton Brass Guitares
- National Reso-Glass Guitares
- DANELECTRO GUITARES
- KALAMAZOO GUITARES
- OAHU GUITARES
- REGAL GUITARES
- Squire Teisco Caster
- 1950's Supro Lap Steel
- Valco Reso Phonic
- TIM KILL Weissenborn GUITARS
- Stomp Box